# Mixman
Mixman est un magazine français pour enfants, édité par Milan Presse, filiale du groupe Bayard Presse depuis avril 2009. Ce magazine propose, entre autres, les aventures du super-héros éponyme Mix-Man créé dans Toupie en 2007 par plusieurs membres du studio MAKMA : Edmond Tourriol et Stephan Boschat pour le scénario, Sid pour le dessin et Fred Vigneau pour la couleur.